# Fat Bottomed Girls
Fat Bottomed Girls ist ein Lied der britischen Rockband Queen. Der vom Gitarristen Brian May geschriebene Song erschien auf dem siebten Studioalbum Jazz (1978) und später auf dem Kompilationsalbum Greatest Hits. Als er zusammen mit Bicycle Race als Single veröffentlicht wurde, erreichte der Song Platz 11 in den britischen Single-Charts und Platz 24 in den Billboard Hot 100 in den USA.

## Liedtext
Der Song feiert die Anziehungskraft kurviger Frauen auf das lyrische Ich. Fat Bottomed Girls und Bicycle Race wurden zusammen auf einer doppelseitigen Single veröffentlicht, und die Lieder beziehen sich aufeinander. Gegen Ende von Fat Bottomed Girls ruft Mercury: „Get on your bikes and ride!“ Bicycle Race erwidert dies mit der Zeile „Fat Bottomed Girls, they'll be riding today“.

## Musik und Video
Das Lied basiert auf einer offenen Gitarrenstimmung und beginnt mit dem Refrain. Es ist einer der wenigen Queen-Songs, die in einer alternativen (Drop D) Gitarrenstimmung gespielt wurden. Das Musikvideo zum Song wurde im Oktober 1978 im Dallas Convention Center in Texas gedreht.

## Rezeption
Cash Box sagte, das Lied habe „einen soliden, stampfenden Beat, schwebende Harmonien und sonore Gitarrenarbeit“. Record World meinte, es verbinde „einfallsreiche Texte und Harmonien“ mit Klasse.

## Besetzung
- Freddie Mercury – Lead- und Hintergrundgesang
- Brian May – E-Gitarre, Leadgesang beim Refrain, Begleitgesang
- Roger Taylor – Schlagzeug, Hintergrundgesang
- John Deacon – Bassgitarre

## Auszeichnungen für Musikverkäufe
| Land/Region               | Auszeichnungen für Musikverkäufe (Land/Region, Auszeichnung, Verkäufe) | Verkäufe  |
| ------------------------- | ---------------------------------------------------------------------- | --------- |
| Brasilien (PMB)           | Gold                                                                   | 30.000    |
| Italien (FIMI)            | Gold                                                                   | 50.000    |
| Neuseeland (RMNZ)         | 2× Platin                                                              | 60.000    |
| Vereinigte Staaten (RIAA) | Platin                                                                 | 1.000.000 |
| Insgesamt                 | 2× Gold · 3× Platin ·                                                  | 1.140.000 |

Hauptartikel: Queen (Band)/Auszeichnungen für Musikverkäufe